# 김일수 (법학자)
김일수(金日秀, 1946년 8월 26일~)는 대한민국의 형법학자이다. 
1946년 8월 26일 강원도 강릉시에서 태어나 1965년에 강릉고등학교를 졸업하고, 고려대학교에 차석으로 입학하여 1969년에 졸업했다. 김일수의 아버지는 광복 이후 민청 면 선전부장을 지냈고, 한국전쟁 당시 좌익에 가담하였으며 김일수가 초등학교 4학년때 사망했다.
1970년 제12회 사법시험에 합격하고 12기 사법연수원을 우수한 성적으로 수료하여 검찰 임용을 신청했으나 탈락 통보를 받자 법무부 검찰국장이었던 서정각을 찾아가 "어떻게 된 일이냐"고 물었으나 "자네 자질이나 성품으로 보아 교수가 더 어울릴 것 같네"라며 학계로 나갈 것을 권유하자 모교인 고려대학교에 있는 스승을 찾아가 당시 법대 대학원에 재학중이던 이종원 법무부 교정국장을 소개받고선 "연좌제로 신원조회에 걸렸다"는 사실을 전달받으면서 "부친께서 이미 돌아가신데다 부역 정도도 가벼우니 손을 쓰면 구제는 될 것"이라고 말하면서 "검사 세계에서 그 정도 흠이라면 인사상 불이익은 물론 공직생활 내내 불필요한 꼬리표를 달고 다닐 것"이라며 포기를 종용하여 1973년 사법연수원을 수료하고  서울시 도림동에서 변호사 사무소를 개업했다. 그해 5월에 숭의여고 음악교사 이신희를 만나 결혼했다.  변호사 사무실을 개업했지만 "좌절이 너무 깊고 상처도 너무 커서" 퇴근 후에는 TV를 보며 소일을 하면서 아내에게 투덜대자 "고작 이렇게 살려고 그 어려운 고시 공부를 했느냐"는 핀잔을 듣자 1973년 9월에 고려대학교 대학원 석사과정에 입학하여, 1976년 2월에 석사과정을 마쳤다. 이후 박사과정 등록 후 독일의 아데나우어 장학재단의 도움을 받아 독일로 떠났다. 1983년에 독일의 뮌헨 대학교에서 클라우스 록신(Claus Roxin) 교수에게 수학하고, 논문 〈형법에 있어서의 인간존엄의 의미〉로 박사 학위를 취득하였다. 이후 고려대학교에서 교수로 재직하고 있다.
1992년에 《한국형법Ⅰ(총론 상)》과 《한국형법Ⅱ(총론 하)》를 펴내고, 1994년에는 《한국형법Ⅲ(각론 상)》·《한국형법Ⅳ(각론 중)》을, 1995년에는 《한국형법Ⅴ(각론 하)》를 펴냈다. 총론 두 권은 총 1526면이고, 각론 세 권은 1952면으로 총·각론을 합쳐 ‘3478면의 초초대작’이라는 평을 받았다.
한국형사정책연구원장을 지냈으며 2009년 7월 31일에 임기 3년의 경찰위원회 위원장에 임명되었다.

## 경력
- 1983년~2011년 고려대학교 법과대학 교수
- 1985년 법무부 형법개정특별심의위원
- 1988년 법제처 정책자문위원 위원
- 1992년  한국사형폐지운동협의회 공동발기인
- 1993년~현재 Zeitschrift fur die gesamte Strafrechts-wissenschaft 국제 편집자문위원
- 1995년 미국 Harvard University Law School Visiting Scholar
- 1996년~1998년 고려대학교 법과대학 학장
- 1996년~1997년 일본 중앙대학 법대 초청교수
- 1998년~2005년 국무조정실 국정평가위원회 위원
- 1998년~2000년 고려대학교 법무대학원 원장
- 1999년 사법개혁추진위원회 위원
- 2000년~2001년 한국형사법학회 회장
- 2002년~2005년 한국보호관찰학회 회장
- 2003년~2005년 검찰개혁자문위원회 위원장
- 2003년~2007년 서울특별시 공직자윤리위원
- 2003년~2005년 한국훔볼트회 회장
- 2004년~2005년 검·경 수사권조정위원회 위원장
- 2005년~2008년 통합형사사법정보체계구축기획단 자문위원회 위원장
- 2006년~2007년 제4기 법무부 정책위원회 위원장
- 2006년~2008년 국가청렴위원회 정책자문 위원
- 2007년~현재 중국 무한대학 법학부 겸직교수
- 2009년~2012년 국가경찰위원회 위원장
- 2010년~2013년 한국형사정책연구원장
- 고려대학교 명예교수

## 저서

### 단행본
- 주석 형법총칙(공저), 한국사법행정학회, 1988.
- 법·인간·인권, 박영사, 1990-1996(총 3판).
- 한국형법 Ⅰ(1992), Ⅱ(1992), Ⅲ(1994), Ⅳ(1994), 박영사(총 2판).
- 새로쓴 형법총론, 박영사, 1989-2006(총11판).
- 새로쓴 형법각론, 박영사, 1996-2007(총 7판).
- 수사체계와 검찰문화의 새 지평, 세창출판사, 2010.
- 범죄피해자론과 형법정책, 세창출판사, 2010.
- 바람직한 양형조사제도, 세창출판사, 2010.

### 학술 논문
- 체계적 범죄론에 관한 방법론적 일고찰, 고려대 법률행정연구소, 1983
- 형법상 원상회복제도의 형사정책적 기능과 효용에 관한 연구, 성곡학술문화재단, 1990.
- 과학기술의 발달과 형법, 한일법학회, 1994.
- 국가형벌권의 정당화 문제, 심재우교수 정년기념논집, 1998.
- Der Gesetzlichkeitsgrundsatz im Lichte der Rechtsidee, FS-C.Roxin 독일, 2001.
- Das Liebesstrafrecht hinterm Berge des Feindstrafrechts, 고려대법학연구원, 2007.
- Punitivistische Grundtendenzen der gegenwartigen Kriminalpolitik?,고려대법학연구원, 2010.

### 연구용역 과제물
- 정보화사회에 대비한 형사법적 대응, 학술진흥재단, 2001.
- 음주운전자에 대한 자동차 시동잠금장치 도입에 관한 연구, 손해보험협회, 2002.
- 범죄인 전자감독에 관한 연구, 법무부, 2005.
- 독일·오스트리아·스위스 형사법 개정추이 연구 법무부, 2005.
- 선진법치사회 진입을 위한 검찰의 사명과 역할, 대검찰청, 2009.
- 바람직한 양형조사 주체 및 조사방식에 관한 연구, 대검찰청, 2009.
- 교통사고처리특례법 개정 또는 폐지 필요성에 관한 법이론적 연구, 손해보험협회, 2010.